# Kanagunut Island
Kanagunut Island is een eiland in de Alexanderarchipel in de Alaska Panhandle in het zuidoosten van Alaska in de Verenigde Staten.

## Geografie
Het eiland is ongeveer 5 kilometer lang (noordwest-zuidoost-as) en de maximale hoogte is 75 meter. Het is een van de zuidelijkste eilanden van Alaska en ligt ten zuiden van het vasteland van Alaska. Ten oosten van het eiland ligt Sitklan Island aan de overzijde van het Lincoln Channel. Ten noorden van het eiland ligt de Sitklan Passage, ten noordwesten de Nakat Bay en ten zuiden de Chatham Sound. Ten zuidwesten ligt de Dundas Passage (met aan de overzijde Dundas Island) en verder naar het westen de Dixon Entrance.
Het eiland ligt in het Tongass National Forest.

## Geschiedenis
De naam is afgeleid van een Indiaanse naam in het Tlingit, gerapporteerd door G. Davidson van de United States National Geodetic Survey in een publicatie uit 1869.